# Hydropionea dentata
Hydropionea dentata là một loài bướm đêm trong họ Crambidae.